# Масленникова, Надежда Алексеевна
Надежда Алексеевна Масленникова — советский хозяйственный, государственный и политический деятель.

## Биография
Родилась в 1905 году в Орле. Член КПСС с года.
С 1929 года — на хозяйственной, общественной и политической работе. В 1929—1973 гг. — на советской и партийной работе в Курской области, председатель Курского горисполкома, организатор подпольных партизанских групп в Курской области, председатель Курского горисполкома, второй секретарь Курского горкома партии, на партийной работе в Красноярском крае, заведующая Красноярским краевым отделом социального обеспечения.
Избиралась депутатом Верховного Совета СССР 1-го и 2-го созывов.
Умерла в Красноярске в 1987 году.